# Князівство Ескі-Кермен
Князівство Ескі-Кермен — держава в передгірській частині Південно-Західного Криму, що утворилося. наприкінці XII ст. Знищено під час навали монголів в 1299 році. Історія князівства Ескі-Кермен подібна до історії князівства Кирк-Єр.

## Історія
З послабленням Візантійської імперії та Тмутороканського князівства у гірській частині сформувалася самостійна держава навколо фортеці Ескі-Кермен. Ймовірно тривалий час маневрувала між впливовими державами на Кримському півострові: візантійцями, русичами, половцями. Князівство остаточно розгромлено ордами Ногая в 1299 році.
У 1399 році монгольська армія під проводом темника Золотої Орди Едигея знищила відбудовані укріплення й остаточно розорила місто, яке після цього вже не відновлювали.

## Державний і адміністративний устрій
На чолі стояв князь, в якого була повна військова та політична влада. Разом з тим певний вплив мала місцева знать.
Площа території — близько 100 км². Столиця — місто Ескі-Кермен (Стара фортеця). Неподалік від с. Холмівка Бахчисарайського району. Висота міста — 400 м н. р. м.

## Культура
Мова — грецька, аланська, кримськоготська .